# Papírnictví

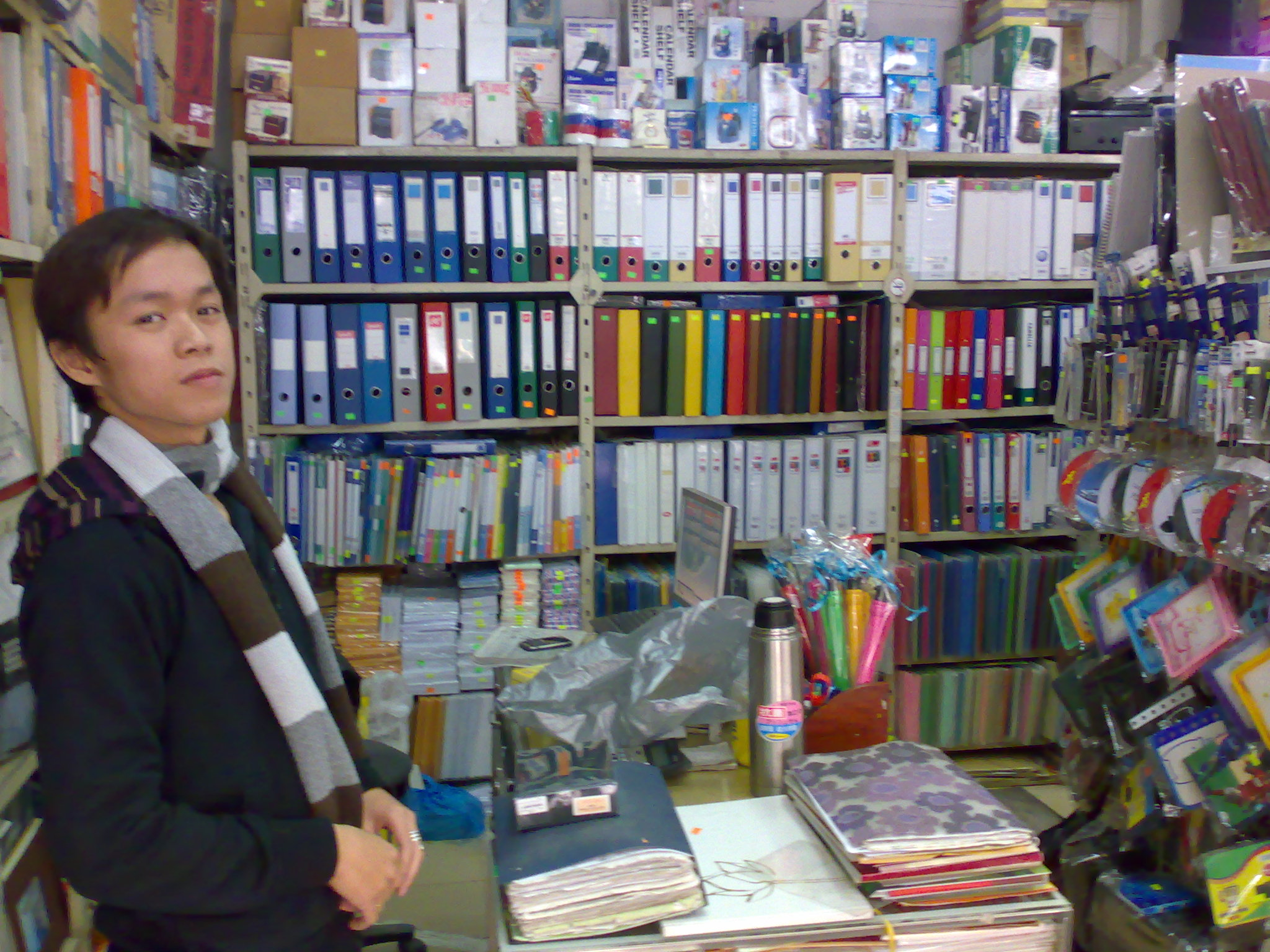
Papírnictví

Papírnictví je běžné označení pro maloobchodní prodejní jednotku, která se zabývá prodejem v sortimentu kancelářských potřeb, školních pomůcek, papírových potřeb pro domácnost, drobných tiskovin apod. Papírnictví někdy bývá často spojeno i s prodejem dalšího drobného průmyslového zboží, kupříkladu s prodejem drobné elektroniky, trafikou, prodejnou suvenýrů či dětských hraček (hračkářství) nebo i s klasickou drogerií. V současné době většina papírnictví prodává i tiskopisy a formuláře, které jsou předepsány pro vedení administrativy při podnikatelské činnosti fyzických i právnických osob.
Starším, již pozapomenutým slovem, bylo papírnictví označováno akronymem Narpa utvořeným nepochybně podle ruského vzoru ze sousloví národní papírny či národní papír. Pojmenování vzniklé snad v padesátých letech 20. století se nevžilo, ale jako pozůstatek období socialismu je některým českým mluvčím srozumitelné.